# H2O (album de Hall and Oates)
Pour les articles homonymes, voir H2O.
Albums de Hall and Oates
Private Eyes
(1981) Big Bam Boom
(1984)
Singles
1. Maneater
Sortie : 31 octobre 1982
2. One on One
Sortie : 29 janvier 1983
3. Family Man
Sortie : 30 avril 1983

H2O est le onzième album studio de Hall and Oates, sorti le 4 octobre 1982. Il contient notamment le no 1 américain Maneater.

## Titres

### Face 1
1. Maneater (Hall, Oates, Sara Allen) - 4:33
2. Crime Pays (Hall, Oates, Sara Allen) - 4:31
3. Art of Heartbreak (Hall, Sara Allen, Janna Allen) - 3:43
4. One on One (Hall) - 4:17
5. Open All Night (Hall, Sara Allen) - 4:35

### Face 2
1. Family Man (Mike Oldfield, Kim Cross, Maggie Reilly, Rick Fenn, Mike Frye, Morris Pert) - 3:25
2. Italian Girls (Oates) - 3:17
3. Guessing Games (Hall, Janna Allen) - 3:15
4. Delayed Reaction (Hall, Oates, Sara Allen) - 3:59
5. At Tension (Oates) - 6:16
6. Go Solo (Hall) - 4:35

## Musiciens
- Daryl Hall : chant, guitare, claviers
- John Oates : chant, guitare, claviers, batterie
- G. E. Smith (en) : guitare
- Charles DeChant : saxophone
- Tom Wolk (en) : basse
- Mickey Curry (en) : batterie, percussions
- Larry Fast (en) : programmation